# Landete
Landete település Spanyolországban, Cuenca tartományban. Landete Santa Cruz de Moya, Graja de Campalbo, Talayuelas, Garaballa, Henarejos, Fuentelespino de Moya és Moya községekkel határos. Lakosainak száma 1215 fő (2024).

## Népesség
A település népessége az utóbbi években az alábbiak szerint változott:
| Lakosok száma | 1502 | 1407 | 1385 | 1374 | 1381 | 1336 | 1271 | 1234 | 1211 | 1215 |
|               | 2001 | 2004 | 2006 | 2009 | 2011 | 2014 | 2016 | 2019 | 2021 | 2024 |